# Volo Voepass Linhas Aéreas 2283
Il 9 agosto 2024, il volo Voepass Linhas Aéreas 2283, operato da un ATR 72-500 da Cascavel a Guarulhos con 58 passeggeri e 4 membri dell'equipaggio a bordo, è precipitato a Vinhedo, San Paolo, dopo essere entrato in una spirale verticale. L'aereo stava volando a un'altitudine di 17 000 piedi (5 200 m) quando è andato fuori controllo e ha iniziato una rapida discesa intorno alle 13:22 ora locale.
Tutti i 62 occupanti a bordo sono morti. È stato il primo incidente mortale nell'aviazione commerciale brasiliana dall'incidente del 2011 del volo Noar Linhas Aéreas 4896 e il primo incidente aereo con vittime che ha coinvolto la Voepass Linhas Aéreas dalla sua fondazione nel 1995. L'incidente è anche il peggiore in Brasile dal volo TAM 3054 nel luglio 2007.
Il Centro brasiliano di investigazione e prevenzione degli incidenti aeronautici (CENIPA) ha avviato un'indagine sull'incidente. Entrambi i registratori di volo sono stati recuperati e analizzati, che ha pubblicato un rapporto preliminare a conferma del fatto che i piloti abbiano avuto difficoltà con l'accumulo di ghiaccio e i tentativi di sghiacciamento.

## L'aereo
Il velivolo coinvolto nell'incidente, registrato PS-VPB, era un bimotore turboelica ATR 72-500 di 14 anni con numero di serie 908, equipaggiato con due motori Pratt & Whitney Canada PW127F. Era stato acquistato da Voepass nel settembre 2022 dal vettore indonesiano Pelita Air Service.

## Passeggeri ed equipaggio
Il comandante era Danilo Santos Romano, 35 anni, mentre il primo ufficiale era Humberto de Campos Alencar e Silva, 61 anni. Le assistenti di volo erano Débora Soper Ávila, 28 anni, e Rubia Silva de Lima, 41 anni. Tutti i 61 passeggeri e l'equipaggio a bordo del volo 2283 erano brasiliani.

## L'incidente
L'aereo stava viaggiando da Cascavel, nello stato di Paraná, a São Paulo.
Nell'area dell'incidente era attivo un avviso SIGMET per grave formazione di ghiaccio tra i 12 000 piedi (3 700 m) e i 21 000 piedi (6 400 m). I dati preliminari indicavano che l'aereo aveva raggiunto una velocità di discesa di 13 000 piedi (4 000 m) al minuto. L'Aeronautica militare brasiliana ha dichiarato in un comunicato che il volo 2283 non aveva dichiarato di avere un'emergenza.
Secondo Flightradar24, il velivolo stava viaggiando a 17 000 piedi (5 200 m) quando, alle 13:21 ora locale, ha subito una lieve perdita di quota che ha riguadagnato in breve tempo. Poco dopo, il velivolo ha iniziato quella che sembrava essere una spirale verticale piatta. L'ultima trasmissione di dati e la perdita del contatto radar sono avvenute alle 13:22, prima dell'incidente. I dati ADS-B indicavano che l'aereo aveva raggiunto una velocità massima di discesa verticale di 24 000 piedi (7 300 m) al minuto (120 m/s).
L'aereo si è schiantato nei pressi di un condominio nel quartiere di Capela, nel comune di Vinhedo. Nonostante notizie che parlavano di diverse case colpite dall'aereo, l'aereo si è schiantato nel cortile anteriore di una casa in una comunità recintata e nessuno a terra è rimasto ucciso o ferito. I video del velivolo prima dello schianto lo mostrano in una spirale piatta discendente, con un leggero orientamento del muso verso il basso, e sono stati ampiamente condivisi sui social media. Il canale televisivo brasiliano GloboNews ha interrotto la copertura delle Olimpiadi per trasmettere dall'area circostante l'incidente, mostrando una grande quantità di fuoco e fumo che si levava dalla fusoliera dell'aereo. Tutte le 62 persone a bordo dell'aereo (58 passeggeri e 4 componenti dell'equipaggio) sono morte: lo ha riferito l'ufficio del sindaco locale. "Non ci sono sopravvissuti", ha dichiarato in una e-mail l'ufficio del sindaco di Valinhos, che ha partecipato alle operazioni di soccorso dopo lo schianto dell'aereo della compagnia Voepass nel vicino comune di Vinhedo, all'interno dello stato di San Paolo.

## Reazioni
Il Presidente Luiz Inácio Lula da Silva stava partecipando a un evento nel sud del Paese quando ha ricevuto la notizia dell'incidente e ha chiesto un momento di silenzio per le persone a bordo. Più tardi, la sera stessa, ha dichiarato tre giorni di lutto nazionale in risposta all'incidente.
Il governatore di San Paolo, Tarcísio de Freitas, e il governatore del Paraná, Ratinho Júnior, hanno annunciato che sarebbero tornati da un evento in Espírito Santo.

## Le indagini
Il Centro de Investigação e Prevenção de Acidentes Aeronáuticos (CENIPA) ha avviato un'indagine sull'incidente. Il capo del CENIPA, Marcelo Moreno, ha dichiarato il giorno dell'incidente che entrambi i registratori di volo - il registratore vocale della cabina di pilotaggio (CVR) e il registratore dei dati di volo (FDR) - erano stati recuperati ed erano in possesso del CENIPA. I corpi delle vittime sono stati portati all'Istituto medico legale centrale di San Paolo per essere analizzati. L'11 agosto, i servizi di emergenza locali hanno riferito che tutti i corpi erano stati rimossi dal luogo dell'incidente e che i rottami erano stati consegnati al CENIPA per ulteriori indagini.
Gli esperti hanno ipotizzato che l'accumulo di ghiaccio possa essere stato un fattore determinante per l'incidente, pur affermando che è troppo presto per trarre conclusioni. L'incidente è stato paragonato a quello del volo American Eagle 4184 del 1994, precipitato dopo aver incontrato importanti condizioni di ghiaccio.
Il 27 agosto, il Congresso brasiliano ha creato una commissione per indagare sull'incidente, che doveva essere formata da dirigenti della Voepass e da rappresentanti di ATR.

### Rapporto preliminare
Il 6 settembre, il CENIPA ha reso noto il rapporto preliminare contenente i dati raccolti sull'incidente. Prima della conferenza stampa, le famiglie delle vittime sono state informate delle conclusioni dalle autorità.
Secondo il rapporto, l'aereo ha perso portanza ed è entrato in una “spirale piatta”. Il CVR del velivolo ha rivelato che i piloti si erano resi conto dell'accumulo di ghiaccio e di un guasto al sistema di sghiacciamento. L'analisi dell'FDR ha inoltre mostrato che il sistema di sghiacciamento del velivolo si è acceso e spento più volte. L'agenzia ha sottolineato che il velivolo non aveva dichiarato un'emergenza.
Il rapporto preliminare ha individuato la seguente sequenza di eventi (UTC-3:00):
- 11:58:05 - l'aereo decolla dall'aeroporto di Cascavel (SBCA);
- 13:18:47 - l'aeromobile comunica alla torre di avvicinamento di San Paolo (APP-SP) di essere al punto ideale di discesa;
- 13:19:19 - l'APP-SP chiede all'aeromobile di mantenere la quota a causa del traffico, che ne limita temporaneamente la discesa;
- 13:20:33 - l'aeromobile riceve l'autorizzazione a raggiungere il waypoint SANPA, mantenendo la quota;
- 13:20:50 - l'aeromobile inizia una virata a destra verso SANPA;
- 13:20:57 - si attiva l'allarme di stallo aerodinamico;
- 13:21:09 - viene perso il controllo dell'aeromobile, che assume un assetto di volo anomalo. A questo punto, l'aereo si inclina a sinistra e poi a destra. In seguito entra in una “spirale piatta” fino alla collisione con il suolo;
- 13:22:02 - l'APP-SP effettua cinque chiamate al velivolo, ma non riceve risposta;
- 13:22:20 - le scatole nere dell'aereo smettono di registrare.

L'Aeronautica brasiliana ha dichiarato che il rapporto finale sarà reso pubblico il prima possibile. Parallelamente al rapporto finale del CENIPA, anche l'Istituto Nazionale di Criminalistica della Polizia Federale del Brasile ne produrrà uno.